# Оркідеа Де Сантіс
Оркіде́а Де Са́нтіс (італ. Orchidea De Santis, справжнє прізвище — Де Са́нктіс (італ. De Sanctis); 20 грудня 1948 року, Барі, Італія) — італійська акторка кіно та театру, еротична модель, телеведуча, співачка, блогерка, захисниця прав тварин. 
Її кінокар'єра тривала в часи розквіту італійського кінематографа з 1964 по 1996 року, впродовж яких вона зіграла у приблизно в 60 стрічках, але стала відомою завдяки ролям у жанрі «еротичної комедії по-італійськи» й особливо у такому піджанрі як «Декамеротика».
На відміну від багатьох інших акторок, так і не стала «зіркою першої величини», проте зіграла багато ролей і намагалась обирати стрічки, де можна проявити акторську гру. Починала як співачка, пізніше працювала у кіно, після аварії 1980 року покинула кіноіндустрію й грала у театрі, на телебаченні та на радіо. Відома громадською діяльністю із захисту тварин і популяризацією кіно. Заснувала фестиваль незалежного кіно Italia (de)Genere.

## Біографія

### Ранні роки
Оркідеа Де Санктіс народилася 20 грудня 1948 року на Адріатичному узбережжі в місті Барі на Півдні Італії. За деякими даними вона народилася в іншому місті Апулії, Лечче, хоча це не підтверджується інформацією з офіційного сайту акторки. Батько Оркідеї був морським офіцером, тож в дитинстві дівчинці довелося з усією родиною переїхати до Риму.
Вперше з індустрією розваг познайомилась у 12 років на радіо Via Asiago. В той час, 1960 року, Оркідеа була хористкою і незабаром стала солісткою дитячого хору на Programma Nazionale (нині — Rai Radio 1) під керівництвом професорки Ренати Кортільоні.

### Кінокар'єра
Початок кінокар'єри Оркідеї в середині 1960-х був пов'язаний малими побічними ролями, які потім стають все більш важливими. 1964 року п'ятнадцятирічна Оркідеа дебютувала в кіно, в ролі Дори в одній з новел фільму «Ці божевільні, божевільні жінки» (італ. Queste pazze, pazze donne), який зняв Маріно Джироламі. Через два роки вона з'явилась на великому екрані у стрічці «Битва модів» (італ. La battaglia dei Mods), присвяченій популярній на той час молодіжній субкультурі модів.
Зйомки в жанровому кіно акторка почала з «комедії по-італійськи» і чистого комічного кіно. Серед найбільш значущих були «Двоє дітей Рінґо» (італ. I due figli di Ringo) 1966 року з Франко Франкі та Чиккіо Інграсіа, а також фільм Енцо Дж. Кастелларі «Гектор Могутній» (італ. Ettore lo fusto) 1971 року , сюрреалістична комедія про Троянську війну. Одним з найуспішніших фільмів Де Сантіс стала стрічка Лучано Сальче «Переворот» (італ. Colpo di stato) 1969 року з зірковим акторським складом: Джанкарло Джанніні, Ріккардо Куччоллою, Орнеллою Муті, Адріаною Асті, Гастоне Москіном.
Далі в акторки було багато ролей в «сексуальних комедіях по-італійськи», таких як «Сольний концерт пістолета» (італ. Concerto per pistola solista; 1970 рік), «Декамеротікус» (італ. Decameroticus; 1972 рік), «Заради кохання Офелії» (італ. Per amare Ofelia; 1974 рік) та «Сімейний порок» (італ. Il vizio di famiglia; 1975 рік) тощо. Крім еротичних комедій, вона також грала у класичних комедіях, спагеті-вестернах, джалло та пеплумах.
Кінокар'єра Оркідеї Де Сантіс раптово зупинилась у 1980 році після серйозної аварії під час фільмування «Ось і коти» (італ. Arrivano i gatti). Після цього випадку вона взяла тривалу перерву і повернулася на сцену лише у двох повнометражних кінофільмах: у 1987 році знялась у стрічці «Ніжність» (італ. Tenerezza) і 1992 року у «Друзі серця» (італ. Le amiche del cuore) разом з Мікеле Плачидо.

### Телебачення, театр, радіо та захист тварин

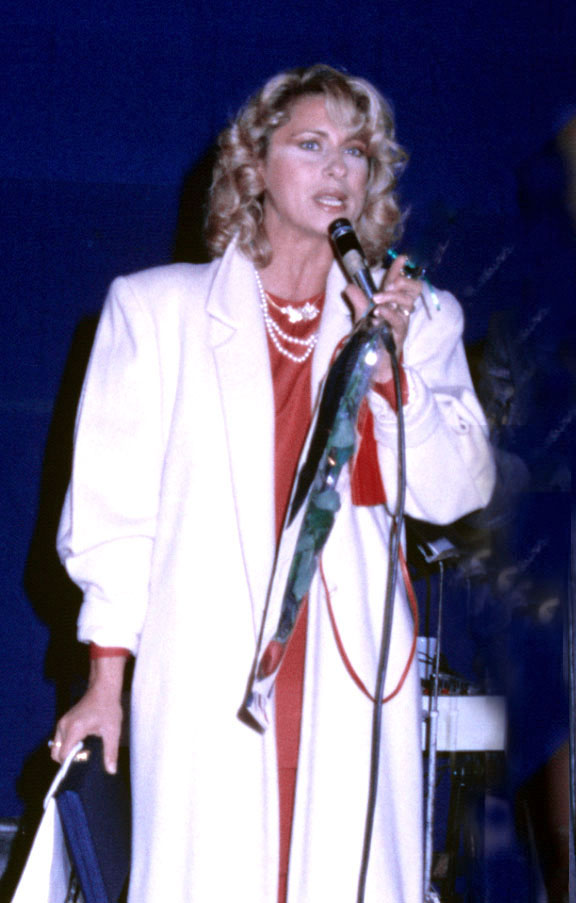
Де Сантіс у 1986 році

Після аварії деякий час Оркідеа де Сантіс знімалася на телебаченні та в кількох короткометражних фільмах, таких як «Рузвельт» (італ. Roosvelt; 1986 рік, на Rai Tre), «Чарівна Цирцея» (італ. La Maga Circe; 1987 рік) та «Лукреція Борджіа» (італ. Lucrezia Borgia; 1987 рік), «Великі процеси» (італ. Il Grandi Processi; 1996 рік, усі на Rai Uno). «Справа Редолі» (італ. Il caso Redoli) став останнім фільмом, в якому знялася акторка. По завершенню кінокар'єри Де Сантіс грала в театрі, у радіовиставах Rai Radio (зокрема на радіостанції для італійців за кордоном Rai Internazionale).

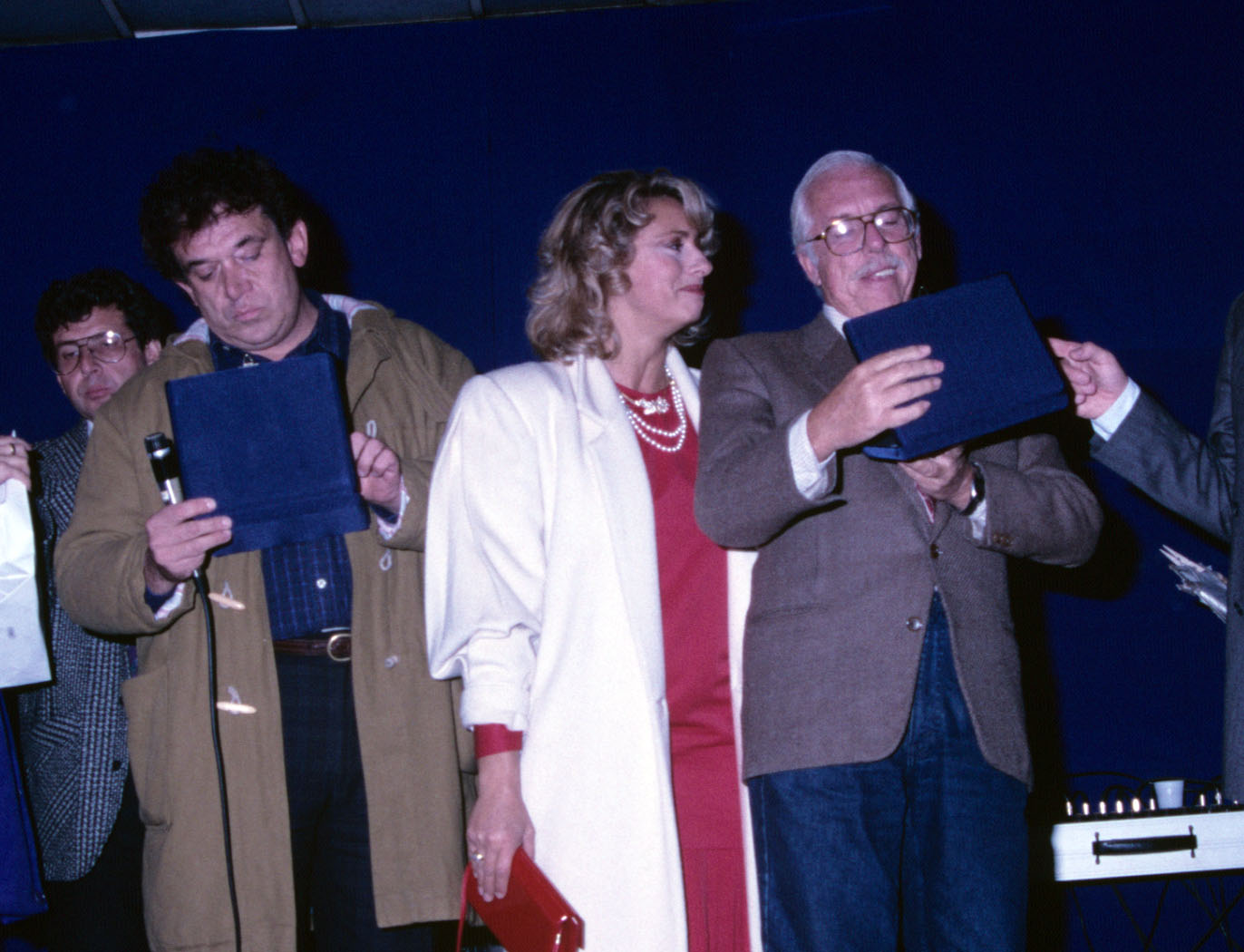
Де Сантіс і Лучано Сальче

Наприкінці 1980-х вона організовувала та проводила телевізійні програми, які на той час вважалися експериментальними, спрямовані на інформування та просвіту з теми захисту прав тварин, для деяких приватних римських мовників, таких як GBR, Video1 і T.R.E.. Так у 1999 році акторка створила і вела телевізійне шоу L'anello di Re Salomone, присвячене тваринам. На початку 2000-х її також можна було почути в розважальній радіопрограмі Due di notte. З цієї тематики де Сантіс створила навчальні відео, призначені для шкіл, зокрема «Монографія звичайного пса» у 2002 році. Крім популяризації прав тварин, вона тісно співпрацює з різними організаціями захисту тварин і довкілля. Зокрема з Міжнародною організацією захисту тварин (OPIA — італ. Organizzazione Internazionale Protezione Animali), а також організовує щорічну виставку собак Tali & Quali. З цього приводу каже:
Я зачарована, спостерігаючи за ящірками, жабами, метеликами та всіма дрібними істотами навколо. Я переконана, що кожна людина повинна хоча б раз у житті мати безпосередній досвід спілкування з твариною. Тварини навчають вас багатьох речей. Присутність тварини може заповнити «прогалини» в людській любові. Тварини приймають нас такими, якими ми створені, і не розрізняють: красиві ми чи потворні, багаті чи бідні, розумні чи дурні.— Оркідеа Де Сантіс про захист тварин
Оркідеа Де Сантіс активна не лише в питаннях захисту тварин, також вона займається громадською діяльністю, виступає на презентаціях і фестивалях, присвячених італійському незалежному кіно категорії «B». У середині 2000-х років де Сантіс у співпраці з Департаментом культури адміністрації міста Риму координувала фестиваль жанрового кіно Italia (de)Genere, присвячений золотим рокам італійського кінематографу. Гостям проводили зустрічі до та після показів журналісти та критики кіно Альберто Кастанья, Фабіо Мелеллі, Італо Москаті, Антоніо Тенторі, а також було запрошено таких зірок, як Карло Ліццані, Франко Неро, Маріо Скачча, Серджо Солліма та багато інших. 20 лютого 2006 року акторка з багатьма митцями (як то Паоло Вілладжо, Ландо Буццанка, Елеонора Джорджі) взяла участь у виставці Casa del cinema під назвою «Остання посмішка», присвяченій італійському актору та режисеру Лучано Сальче. Трохи пізніше де Сантіс за підтримки Експериментального центру кінематографії провела ретроспективний показ його фільмів.

## Творчість

### Амплуа
Вона привносила у фільми, де знімалася, свою чудову фізичну присутність і незвичайне почуття гумору та іронії.

Porta nei film che ha interpretato la sua grande presenza fisica e un senso dell'umorismo e dell'ironia non comuni.

У стрічках, де грала де Сантіс, її героїні ніколи не були основними чи єдиним, а завжди були позаду більш популярної та відомої колеги. У своїх перших фільмах де Сантіс знімалася разом із визнаними акторками того часу, як-от Розальба Нері, Аніта Екберг, Глорія Пол, Марія Піа Конте, Ліза Гастоні, Кароль Андре, Валерія Моріконі та Розанна Ск'яффіно. Доля виконавиці другорядних ролей супроводжувала акторку протягом усієї її кінокар'єри, за рідкісними винятками.
Де Сантіс зробила собі ім'я, знімаючись переважно у жанрових стрічках. Деякі з фільмів були одними з перших у своїх напрямках. Наприклад трилер («Твоє миле тіло для вбивства» (італ. Il tuo dolce corpo da uccidere) 1970 року), детектив («Сольний концерт пістолета» (італ. Concerto per pistola solista) того ж року), сатира («Дорогій мамі в день народження» (італ. Alla mia cara mamma nel giorno del suo compleanno) 1974 року). Перш за все де Сантіс відома як акторка «сексуальної комедії по-італійськи».
Серед важливих фільмів цього жанру, у яких вона взяла участь, були «Переворот» (італ. Colpo di stato) Лучано Сальче 1969 року, «Паоло гарячий» (італ. Paolo il caldo) Марко Вікаріо 1973 року з Джанкарло Джанніні, Россаною Подеста та Орнеллою Муті, а також «Заради кохання Офелії» (італ. Per amare Ofelia) Флавіо Могеріні 1974 року з Ренато Поццетто та Франсуазою Фабіан. Однак, найбільше акторка запам'яталась публіці роботою у фільмі «Небога» (італ. La nipote) Нелло Россаті 1974 року, культовій стрічці, де вона зіграла хоч і другорядну, але помітну протягом усього сюжету роль економки Доріс. Серед інших робіт в цьому жанрі: «Простачка» (італ. L'ingenua, 1975 рік), «Сімейний порок» (італ. Il vizio di famiglia, 1975 рік), «Милі тітоньки» (італ. Le dolci zie, 1975 рік), «Лікарка під простирадлом» (італ. La dottoressa sotto il lenzuolo, 1976 рік), «Гарна чорнява економка» (італ. Una bella governante di colore, 1978 рік), «Троє під простирадлом» (італ. Tre sotto il lenzuolo, 1979 рік) тощо.

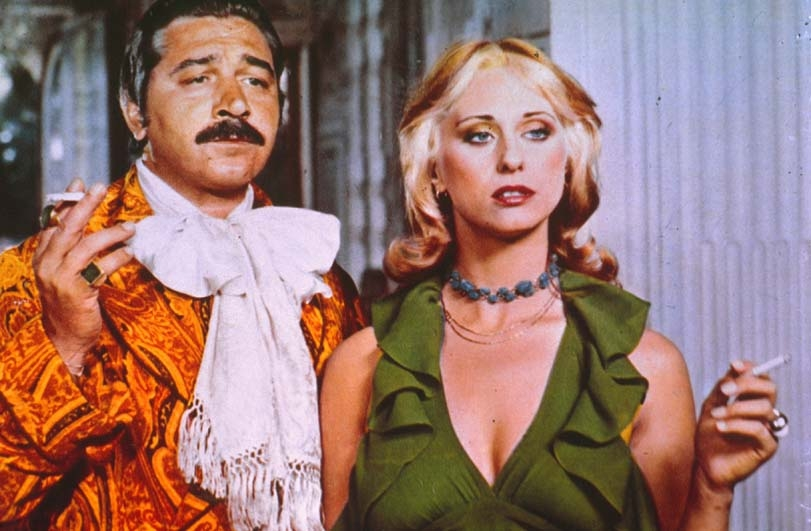
Де Сантіс із Ренцо Монтаньяні у фільмі «Сімейний порок» 1975 року

Де Сантіс виконала багато фундаментальних ролей у «декамеротичному» піджанрі. Декамеротика (або «комедія Боккаччо») — піджанр еротичної комедії, дія сюжетів якого відбувається здебільшого в Італії пізнього середньовіччя, оповідаючи про сексуальні пригоди духовенства, аристократії або простолюду. Цей жанр, разом з іншими еротичними фільмами, з'явився в Італії наприкінці 1960-х і набув особливого поширення на початку 1970-х. Лише 1972 року де Сантіс зіграла у п'ятьох «декамеротичних» стрічках: «Заборонений Декамерон» (італ. Il Decamerone proibito), «Теплі ночі Декамерона» (італ. Le calde notti del Decameron), «Жарти, дозволеність і кохання таємного Декамерона» (італ. Beffe, licenzie et amori del Decamerone segreto), «Тисяча і одна ніч по-італійськи» (італ. Le mille e una notte all'italiana), а також «Декамеротікус» (італ. Decameroticus). В жодному з цих фільмів ніколи не було однієї головної героїні, а кілька, ніби режисери не довіряли здатності кожної окремої акторки привернути увагу чоловічої аудиторії в прокаті. Крім де Сантіс, у Декамеротиці зіграли багато помітних ролей й інші італійські акторки еротичного жанру, як то Фемі Бенуссі, Габріелла Джорджеллі, Маліса Лонго, Адріана Асті. Проте де Сантіс мала відмінні фізичні дані, і, на відміну від багатьох інших, мала хист до акторської майстерності.
Де Сантіс зіграла багато другорядних жіночих ролей. Серед її партнерів по знімальному майданчику було багато зірок італійського кіно: Фемі Бенуссі, Тіно Буацеллі, Ландо Буццанка, Даніеле Варґас, Паоло Вілладжо, Ліза Гастоні, Вітторіо Де Сіка, Джанкарло Джанніні, Чиккіо Інграсіа, Піно Карузо, Вальтер К'ярі, Валентіна Кортезе, Альберто Ліонелло, Сандра Міло, Ренцо Монтаньяні, Гастоне Москін, Роміна Павер, Стефанія Сандреллі, Розанна Ск'яффіно, Габріеле Тінті, Леопольдо Трієсте, Едвіж Фенек, Франко Франкі, Ілона Шталлер то багато інших. Окрім того, з акторкою в деяких міжнародних фільмах грали зірки європейського кіно: Кароль Андре, Філіпп Леруа, Жульєт Майнієль, Мішель Пікколі, Моріс Роне, Карін Шуберт тощо.
Вона грала у фільмах багатьох відомих режисерів: Лучано Сальче («Як я навчився любити жінок», «Переворот» та «Дорогій мамі в день народження»), Альфонсо Брешія («У лабіринті сексу», «Твоє миле тіло для вбивства»), Енцо Муції («Рожева пляма»), Ів Аллегре («Вторгнення»), Енцо Дж. Кастелларі («Гектор Могутній»), Франсіс Жиро («Рене ла Канн») тощо.

### Театр і радіо
У театрі Оркідеа Де Сантіс зіграла багато успішних ролей. Разом з Фіоренцо Фіорентіні зіграла в комедіях «Коли один папа помирає, інший стає римським» (італ. Morto un papa se ne fa un altro) та постановці за п'єсою Ґіґо Де К'яра StregaRoma. Разом з Маріо Скачча Де Сантіс поставила п'єсу «Кіккіньола» (італ. Chicchignola) італійського драматурга Етторе Петроліні. Вона взяла також участь у виставах «Під'юбник» (італ. Sottoveste), написаній Кастеллачі та Вентімілья, Live and Life Майка Іммордіно, «Лялька Оркідеа» (італ. La Bambola Orchidea), яку написала сама. Згодом вона ще раз грала у «Кіккіньолі» з Фіорентіні і нарешті в сезоні 1998—1999 років де Сантіс зіграла у комедійній постановці «Лелеці весело» (італ. La cicogna si diverte) Карло Аліг'єро п'єси французького драматурга Андре Руссена.
Вона також отримала багато ролей на Rai Radio, особливо в епізодичних драмах BaroccoRoma та «Італійська історія» (італ. Racconto Italiano) наприкінці 70-х. З 1989 року працювала над програмою Notturno italiano на Rai Internazionale, радіостанції для італійців за кордоном. Також вона працювала й над іншими радіопередачами італійського суспільного мовника RAI: Italia canta, Itinerari italiani, Facile ascolto, L'Arca di Noè (1998) та L'Anello di Re Salomone.

## Фільмографія
За 32 роки кінокар'єри Оркідеа Де Сантіс знялася приблизно в 56 художніх повнометражних фільмах. Вона також з'явилася в кількох короткометражках.
Починаючи з середини 1970-х «золота епоха» італійського кінематографу почала закінчуватися. На закінчення кінокар'єри де Сантіс також вплинула аварія, в яку потрапила акторка. Невдовзі вона зіграла в кількох телевізійних проєктах. Попри велику кількість зіграних ролей, акторка так і не була номінована на жодну з кінопремій.
Список ролей акторки
| Рік  |    | Українська назва                                             | Оригінальна назва                                                             | Роль |
| ---- | -- | ------------------------------------------------------------ | ----------------------------------------------------------------------------- | --- |
| 1964 | ф  | Ці божевільні, божевільні жінки                              | Queste pazze, pazze donne                                                     | Новела «Мало, але добре» (італ. Pochi ma buoni). Дора (італ. Dora)                                             |
| 1964 | ф  | Непереможна трійка                                           | Gli invincibili tre                                                           | світловолоса дівчина (італ. Ragazza di capelli biondi)                                                         |
| 1966 | ф  | Битва модів                                                  | La battaglia dei Mods                                                         | Жасмін (італ. Jasmine)                                                                                         |
| 1966 | ф  | Як я навчився любити жінок                                   | Come imparai ad amare le donne                                                | Аґнес (італ. Agnese)                                                                                           |
| 1966 | ф  | Двоє дітей Рінґо                                             | I due figli di Ringo                                                          | Марісоль (італ. Marisol)                                                                                       |
| 1967 | ф  | Чорний                                                       | Il nero                                                                       | Оркідеа (італ. Orchidea)                                                                                       |
| 1968 | ф  | Сіґпрес проти Скотленд-Ярду                                  | Sigpress contro Scotland Yard (нім. Mister Zehn Prozent – Miezen und Moneten) | Мануела (італ. Manuela)                                                                                        |
| 1969 | ф  | Переворот                                                    | Colpo di stato                                                                | подруга (італ. La fidanzata)                                                                                   |
| 1969 | ф  | У лабіринті сексу                                            | Nel labirinto del sesso (Psichidion)                                          | Анна (італ. Anna)                                                                                              |
| 1969 | ф  | Рожева пляма                                                 | Una macchia rosa                                                              | Надя (італ. Nadia)                                                                                             |
| 1969 | ф  | Приберіть ноги від лобового скла                             | Togli le gambe dal parabrezza                                                 | Франческа (італ. Francesca)                                                                                    |
| 1970 | ф  | Вторгнення                                                   | L'invasione (фр. L'invasion)                                                  | Елла (італ. Ella)                                                                                              |
| 1970 | ф  | Твоє миле тіло для вбивства                                  | Il tuo dolce corpo da uccidere                                                | Елена Сандерс (італ. Elena Sanders)                                                                            |
| 1970 | ф  | Сольний концерт пістолета                                    | Concerto per pistola solista                                                  | покоївка (італ. la cameriera)                                                                                  |
| 1970 | ф  | Красиві... це ми                                             | Quelli belli… siamo noi                                                       | Елізабетта Контросальво (італ. Elisabetta Controsalvo)                                                         |
| 1972 | ф  | Гектор Могутній                                              | Ettore lo fusto                                                               | Брізеїда (італ. Briseide)                                                                                      |
| 1972 | ф  | Заборонений Декамерон                                        | Il Decamerone proibito                                                        | Тесса (італ. Tessa)                                                                                            |
| 1972 | ф  | Диявол в мозку                                               | Il diavolo nel cervello                                                       | Катеріна (італ. Caterina)                                                                                      |
| 1972 | ф  | Один долар у нагороду                                        | La preda e l'avvoltoio (ісп. Un dólar de recompensa)                          | Джанет (італ. Janet)                                                                                           |
| 1972 | ф  | Навіть якщо я хочу працювати?                                | Anche se volessi lavorare, che faccio?                                        | повія (італ. prostituta)                                                                                       |
| 1972 | ф  | Сім трупів для Скотленд-Ярду                                 | 7 cadaveri per Scotland Yard                                                  | Сенді Крістіан (італ. Sandy Christian)                                                                         |
| 1972 | ф  | Теплі ночі Декамерона                                        | Le calde notti del Decameron                                                  | Перонелла (італ. Peronella)                                                                                    |
| 1972 | ф  | Жарти, дозволеність і кохання таємного Декамерона            | Beffe, licenzie et amori del Decamerone segreto                               | Дінда (італ. Dinda)                                                                                            |
| 1972 | ф  | Заборонені ігри Аретіно П'єтро                               | I giochi proibiti de l'Aretino Pietro                                         | Новела «Шахрайство» (італ. La truffa). Ліза Мартіні (італ. Lisa Martini)                                       |
| 1972 | ф  | Тисяча і одна ніч по-італійськи                              | Le mille e una notte all'italiana                                             | Невідомо |
| 1972 | ф  | Любов і смерть у саду богів                                  | Amore e morte nel giardino degli dei                                          | Віола (італ. Viola)                                                                                            |
| 1972 | ф  | Декамеротікус                                                | Decameroticus                                                                 | дружина Чакко (італ. moglie di Ciacco)                                                                         |
| 1973 | ф  | Хрещена мати                                                 | La padrina                                                                    | Маріса (італ. Marisa)                                                                                          |
| 1973 | ф  | Вітерберійські оповідання: найщасливіші історії 1300-х років | I racconti di Viterbury — Le più allegre storie del '300                      | Аманда (італ. Amanda)                                                                                          |
| 1973 | ф  | Паоло гарячий                                                | Paolo il caldo                                                                | повія (італ. prostituta)                                                                                       |
| 1973 | ф  | Спробуй і ти, Ліонель                                        | Provaci anche tu, Lionel                                                      | Анна Тринадцята (італ. Anna Tredicesimo)                                                                       |
| 1974 | ф  | Заради кохання Офелії                                        | Per amare Ofelia                                                              | трієстська повія (італ. prostituta triestina)                                                                  |
| 1974 | ф  | Племінниці Чарлі                                             | нім. Charlys Nichten                                                          | Домінік (італ. Dominique)                                                                                      |
| 1974 | ф  | Смерть дзвонить о 10                                         | Le calde labbra del carnefice (ісп. La muerte llama a las 10)                 | Ширлі (італ. Shirley)                                                                                          |
| 1974 | ф  | Вибачте, чи можна було б уникнути військової служби?... Ні!  | Scusi, si potrebbe evitare il servizio militare?… No!                         | Невідомо |
| 1974 | ф  | Дорогій мамі в день народження                               | Alla mia cara mamma nel giorno del suo compleanno                             | Йоланда (італ. Jolanda)                                                                                        |
| 1974 | ф  | Проституція                                                  | Prostituzione                                                                 | Бенедетта (італ. Benedetta)                                                                                    |
| 1974 | ф  | Небога                                                       | La nipote                                                                     | Доріс (італ. Doris)                                                                                            |
| 1975 | ф  | Простачка                                                    | L'ingenua                                                                     | Сьюзі (італ. Susy)                                                                                             |
| 1975 | ф  | Чуттєвість — це... мить життя                                | La sensualità è… un attimo di vita                                            | дружина Франко (італ. Moglie di Franco)                                                                        |
| 1975 | ф  | Стережіться... йдуть студентки!                              | Attenti… arrivano le collegiali!                                              | Надя (італ. Nadia)                                                                                             |
| 1975 | ф  | Сімейний порок                                               | Il vizio di famiglia                                                          | Маріса (італ. Marisa)                                                                                          |
| 1975 | ф  | Милі тітоньки                                                | Le dolci zie                                                                  | Мануела (італ. Manuela)                                                                                        |
| 1976 | ф  | Лікарка під простирадлом                                     | La dottoressa sotto il lenzuolo                                               | медсестра Італія (італ. infermiera Italia)                                                                     |
| 1976 | ф  | Святий Паскуале Байлонне, захисник жінок                     | San Pasquale Baylonne protettore delle donne                                  | Бастіана (італ. Bastiana)                                                                                      |
| 1977 | ф  | Рене ла Канн                                                 | Tre simpatiche carogne (фр. René la canne)                                    | Кім (італ. Kim)                                                                                                |
| 1977 | ф  | Міністр вимагав їх усіх негайно                              | Il signor Ministro li pretese tutti e subito                                  | Доріс (італ. Doris)                                                                                            |
| 1977 | ф  | Призначення                                                  | L'appuntamento                                                                | Аделіна Тоніні (італ. Adelina Tonini)                                                                          |
| 1977 | ф  | Найкраще сміється той, хто сміється останнім                 | Ride bene… chi ride ultimo                                                    | Новела «Контрольний візит» (італ. La visita di controllo). Тереза, дружина Тоні (італ. Teresa, moglie di Toni) |
| 1978 | ф  | Гарна чорнява економка                                       | Una bella governante di colore                                                | лікарка Сантіна (італ. dottoressa Santina)                                                                     |
| 1978 | ф  | Кіт і сало                                                   | Tanto va la gatta al lardo…                                                   | Новела «Три Богородиці» (італ. Le tre verginelle). Сестра Вільми та Віри (італ. sorella di Wilma e Vera)       |
| 1978 | ф  | Сміючись і жартуючи                                          | Ridendo e scherzando                                                          | Новела № 5 «Хоч би якою ціною…» (італ. Costi quel che costi...). Даліа Казалі (італ. Dalia Casali)             |
| 1979 | ф  | Троє під простирадлом                                        | Tre sotto il lenzuolo                                                         | Новела «Суботній ранок» (італ. Sabato mattina). Покоївка Розіта (італ. Rosita, la domestica)                   |
| 1980 | ф  | Ось і коти                                                   | Arrivano i gatti                                                              | еротична акторка (італ. attrice del film erotico)                                                              |
| 1986 | кф | Рузвельт                                                     | Roosvelt                                                                      | Невідомо |
| 1987 | ф  | Ніжність                                                     | Tenerezza                                                                     | Невідомо |
| 1987 | кф | Чарівна Цирцея                                               | La Maga Circe                                                                 | Невідомо |
| 1987 | кф | Лукреція Борджіа                                             | Lucrezia Borgia                                                               | Невідомо |
| 1992 | ф  | Друзі серця                                                  | Le amiche del cuore                                                           | Елена, мати Морени (італ. Elena, madre di Morena)                                                              |
| 1996 | кф | Великі процеси                                               | Il Grandi Processi                                                            | Невідомо |
| 1996 | тф | Справа Редолі                                                | Il caso Redoli                                                                | Невідомо |

## Додаткова література
- Orchidea De Santis. MYmovies.it (італ.). Процитовано 4 серпня 2023.
- Fabio Melelli[it]. Orchidea De Santis. — Coniglio Editore[it], 2004. — 108 p. — (Attrici del Cinema Italiano) — ISBN ‎8888833056. (італ.)